# Джош Ґробан
Джошуа Вінслоу Ґробан (англ. Joshua Winslow Groban; 27 лютого 1981) — американський співак, музикант, актор театру та кіно, один з найзатребуваніших артистів США, філантроп і активіст освіти в царині мистецтва. Номінант двох премій Греммі, володар однієї премії «Еммі», «National Arts Awards 2012» та багатьох інших. Номінант звання «Людина року (Time)».
Ґробана відносять до таких жанрів як поп і класичний кросовер. Сам же він описує себе як поп-співака з впливом класики. П'ять випущених сольних альбомів Ґробана одержали платиновий статус і розійшлися усім світом у кількості більш ніж 25 000 000 копій. Шостий альбом, реліз якого відбувся 5 лютого 2013 року, став третім за кількістю альбомом артиста, який потрапив на першу сходинку Billboard 200 [Архівовано 31 грудня 2015 у Wayback Machine.], як комерційно найуспішніший альбом, який всього за тиждень було продано у кількості 145 000 копій.
Ґробан включений у топ артистів 2000-х журналу «Billboard», які найбільше продаються. За даними цього ж видання, Ґробан — єдиний співак, чиї два альбоми попали у двадцятку альбомів останнього десятиліття, які найбільше продавалися. Окрім своїх сольних альбомів, він відомий участю у запису CD/DVD «Chess in Concert» (мюзикл «Шахи»), «Smile» і саундтреками до фільмів «Штучний розум» (дует з Ларою Фабіан «For always»), «Полярний експрес» («Believe»), «Троя» («Remember»). Не один раз співав з іншими відомими виконавцями.
Співзасновник одного з найбільш впливових фондів США під назвою «Find Your Light Foundation», мета якого — допомогти покращенню життя молодих людей за допомогою мистецтва, освіти та культурної обізнаності. Джош не тільки чудовий співак, але і талановитий інструменталіст та композитор. Він грає на фортепіано і ударних, став співавтором трьох пісень для альбому «Closer» і п'яти пісень для альбому «Awake», і майже усіх пісень на «Illuminations» і «All That Echoes». Будучи актором, Ґробан активно бере участь в діяльності кіно- і ТБ-індустрії, а також з'являється в театральних постановках. Серед останніх доробків можна відмітити його появу в двох епізодах популярного серіалу «Хор» (The Glee, 2009 — до теперішнього часу), участь у ролі Анатолія Сергієвського у мюзиклі «Шахи» (2009), зйомки у фільмах "Це безглузде кохання " (2011) (роль Річарда) і «Coffee Town» (2012). Ґробан є одним з найбажаніших і частих гостей американських ток-шоу. В 2009 році вийшла серія серіалу «Сімпсонів» — «Ліза, королева Драми», в якій Ліза разом з подругами багато разів слухали пісні Джоша.

## Біографія

### Ранні роки
Джош народився 27 лютого 1981 року в Лос-Анджелесі (штат Каліфорнія). Його батько за походженням українсько-польський єврей з Бердичева (нині Житомирська область), а у матері норвезькі корені. Рівно через чотири роки після народження Джоша, 27 лютого 1985 року в сім'ї народився брат Джоша — Крістофер.
Спочатку він навчався у звичайній школі, однак потім перевівся у «Bridges Academy», яка дозволила суміщати навчання і зайняття у театральних класах. Ґробан також відвідував Табір мистецтв Інтерлохена (Interlochen Arts Camp) у Мічигані за спеціальністю «музичний театр» у 1997 році та 1998 році та брав приватні уроки з вокалу. У 1998 році його викладач з вокалу Сет Ріггс дав продюсеру Девіду Фостеру касету з записом Джоша, на якій він виконував арію з Привида Опери «All I Ask of You». Запис дуже сподобався Фостеру і у січні 1999 року Джош виконав цю арію на концерті в честь інаугурації губернатора Каліфорнії Ґрея Девіса, який влаштовував Фостер. А у лютому Джош замінив Андреа Бочеллі на репетиції церемонії Греммі, де він співав «The Prayer» з Селін Діон.
В 1999 році Ґробан закінчив Окружну вищу школу мистецтв Лос-Анджелесу (Los Angeles County High School Arts) за спеціальністю «театр», після чого став відвідувати Університет Карнегі — Меллон у Пітзбурзі, де вивчав драму.

## Музична кар'єра

### Josh Groban 2000—2003
Ґробан залишив Карнегі—Меллон, через рік, коли йому запропонували контракт з Warner Bros. Records через рекорд-лейбл Фостера 143 Records. Під впливом Фостера перший альбом Ґробана став більш класичним. «Мені подобається його вміння співати на поп- і рок-сценах, — розповідає Девід. — Але його почуття класики мені подобається більше». Першими для альбому були записані «Alla Luce Del Sole» і «Gira Con Me». В нього також вийшла пісня «To Where You Are», музику до якої написав Річард Маркс, а слова Лінда Томпсон. Альбом ще не був завершений, коли Ґробан одержав пропозицію від співачки Сари Брайтман, яка працювала на стику жанрів класичної та сучасної музики, взяти участь у її турне «La Luna», яке тривало з вересня 2000 року по травень 2001 року. Під час шоу він виконував разом із Сарою композицію «There for Me».
В 2001 році виходить фільм «Штучний розум», саундтреком до якого стає дует Джоша і Лари Фабіан «For Always». Джош бере участь в благодійних заходах, зокрема «The Family Celebration», яке проводили Білл Клінтон з Гілларі Клінтон та Девід Е. Келлі з Мішель Пфайффер. Девид був настільки вражений виконанням Ґробана на цій події, що створив для співака роль Малкольма Вайетта у серіалі «Еллі Макбіл», у якому Джош проспівав «You're Still You». Те, як Ґробан виконав пісню, настільки відрізнялося від його персонажу, що глядачі вирішили, що Ґробан був лише актором, а пісня була записана кимось іншим. Персонаж Малкольм Вайетт був настільки популярним, що Ґробана попросили повернутися в наступний сезон і виконати пісню «To Where You Are».
20 листопада 2001 року виходить дебютний альбом співака «Josh Groban». Окрім «To Where You Are» та «You're Still You» в нього увійшли твори Енніо Морриіконе (Cinema Paradiso), Баха (Jesu, Joy of Man's Desiring), а також «Let Me Fall» з «Cirque du soleil». В альбом увійшла і композиція «The Prayer», яка була записана разом з Шарлоттою Чьорч, яку Ґробан та Чьорч виконали на церемонії закриття Зимових Олімпійських ігор 24 лютого 2002 року. «The Prayer» — не єдина пісня, яка була «позичена» Ґробаном у Селін Діон. В альбом увійшла «Aléjate», яка є кавер-версією «Just Walk Away».
В 2002 році диск став золотим і двічі платиновим. А в листопаді вийшов концертний варіант диску і DVD «Josh Groban In Concert».
У грудні Ґробан виступає на Нобелівській премії в Осло, на якій виконує «To Where You Are», «The Prayer» разом з Сіссель Ширшебо та «Imagine» разом з усіма учасниками концерту. Джош бере участь і в Різдвяному концерті у Ватикані, та в концерті, який був присвячений «World Children's Day» (2003), який організував Девід Фостер. На ньому Ґробан і Селін Діон виконують «The Prayer».
В тому ж році Ґробан виконує роль Анатолія у мюзиклі Шахи на Благодійному концерті на підтримку фонду акторів.

### Closer (2003—2006)
Другий альбом «Closer», який, на думку Ґробана, стає найкращим його відображенням у порівнянні з першим альбомом, виходить 11 листопада 2003 року. Альбом п'ять разів ставав платиновим! У альбомі окрім його пісень, присутні дві композиції, які були записані разом з Eric Mouquet з французького дуету «Deep Forest». Ґробан продовжує виконувати відомі твори — «Caruso» та «Hymne l'amour». У спеціальне видання входить і кавер-версія «My December» гурту Linkin Park, а кавер-версія композиції «You Raise Me Up» норвезько-ірландського дуету Secret Garden стала дуже популярною серед Adult contemporary чартів та була номінована на Греммі 2005 (Best Male Pop Vocal Performance). Сам альбом через два місяці після виходу добрався до першого місця у чарті Billboard 200. Тур «Closer» пройшов в Америці, Європі та ПАР.
В 2004 році вийшло ще два саундтреки, які виконав Ґробан: композиція «Remember» для фільму «Троя», яка була записана разом з македонською співачкою Танею Царовською (Tanja Tzarovska), та «Believe» для різдвяного мультфільму «Полярний експрес». Композиція «Believe» була номінована на Оскар, але не отримала нагороди.
Влітку 2004 року Джош повертається в Інтерлохен, де виступає перед місцевими жителями та мешканцями табору, і ділиться досвідом молодого виконавця.
30 листопада виходить його другий концертний DVD «Live At The Greek». На концерті Джош, окрім своїх творів, виконує також композицію «Америка» Пола Саймона, чиїм великим шанувальником є Джош.
В 2005 році Ґробан разом з Андреа Бочеллі та іншими відомими співаками бере участь у запису «Tears in Heaven» для збирання коштів на підтримку постраждалих від урагану Катріна та цунамі в Південній Азії.

### Awake (2006—2007)
Третій альбом виходить 7 листопада 2006 року. На ньому Ґробан продовжує співпрацювати з Eric Mouquet (Machine, Awake), і запрошує багатьох інших виконавців: з піденноафриканським гуртом «Ladysmith Black Mambazo» записує пісні «Lullaby» та «Weeping», з американським джазовим піаністом Гербі Хенкоком «Machine», а англійська співачка Імоджен Хіп написала для альбому композицію «Now or Never». Багато пісень написав сам Джош, виключення складають «Un giorno per noi» («A Time for Us» з кінофільму «Ромео та Джульєтта» Франко Дзеффіреллі) та «Smile» (музика Чарлі Чапліна), яка увійшла тільки в інтернет-видання альбому. «Un giorno per noi» потім була використана швейцарським фігуристом Стефан Ламб'єль Стефаном Ламб'єлем на показових виступах. Альбом двічі став платиновим.
У грудні Ґробан виступає на концерті щорічної церемонії Kennedy Center Honors, присвяченої лорду Ендрю Ллойд Вебберу. На ній співак виконує «The Music of the Night» з мюзиклу «Привид Опери». У лютому 2007 року співак відправляється у тур «Awake» з яким він відвідує Америку, Європу, Австралію та Африку. В той же час Ґробан бере участь у запису альбому африканської співачки Анжелік Кіджо (Angelique Kidjo) «Djin Djin»: разом вони виконують композицію «Pearls», в якій гітарну партію зіграв Карлос Сантана. А 1 липня на концерті в честь Діани у дуеті з Сарою Брайтман Ґробан виконує «All I Ask of You» з «Привида Опери».

### Noёl, A Collection (2007—2010)
9 жовтня 2007 року виходить різдвяний альбом Ґробана — «Noёl», у якому зібрані пісні з усього світу — з Англії («What Child Is This»), Франції («Angels We Have Heard on High»), Німеччини («Silent Night»), Італії («Panis Angelicus») та США («Little Drummer Boy»). Альбом досягає першого місця у чарті Billboard 200, ставши таким чином першим різдвяним альбомом, який пробув чотири тижні підряд на першому місці у чарті за останні 50 років. «Диск був записаний як приємний подарунок фанатам, і той факт, що він став номером один CD року, спричинив вибух мого мозку» — розповідає Джош в інтерв'ю для imedia. Альбом став рекордсменом, пробувши у чарті Billboard 200 на першому місці чотири тижні підряд. Але, за підсумками продажів у 2008 році альбом зайняв у США друге місце (див. чарт року [Архівовано 12 грудня 2008 у Wayback Machine.] Billboard 200).
На початку 2008 року Ґробан знову виконує дуетом з Селін Діон «The Prayer» для спеціального випуску на американському каналі CBS та канадійському CTV, а трохи пізніше Джош виконує цю ж композицію у дуеті з Бочеллі на церемонії Греммі.
У березні 2008 року продовжується тур «Awake»: Джош відправляється в ПАР: «ПАР дуже дорога мені і я ніколи не забуду її дух і пристрасть, — пише Джош на офіційному сайті, — яку вона мені показала в моє останнє відвідування».
Після закінчення турне Ґробан виступає на різних заходах: 23-27 квітня 2008 року Джош бере участь в програмі його кумира Пола Саймона American Tunes, 12 і 13 травня Джош знову виконує роль Анатолія у мюзиклі «Шахи» в Альберт-холлі в Лондоні. Потім бере участь у концерті Девіда Фостера Hit Man: David Foster And Friends. 27 липня Ґробан співає на концерті в честь дня народження Нельсона Мандели. Водночас співак випускає концертний CD-DVD «Awake Live!», який виходить 6 травня, і починає роботу над новим альбомом, продюсером якого стає Рік Рубін.
21 вересня Ґробан виступає на церемонії Еммі, де виконує уривки з саундтреків телевізійних серіалів та шоу.
У листопаді 2008 року Ґробан випускає свою першу збірку найкращих пісень — дводискове видання «A Collection» (на першому диску сама збірка, а на другому — шість різдвяних пісень), в тому ж місяці виходить альбом Пласідо Домінго «Amore Infninto», в який входить дует Домінго з Ґробаном «La tua semplicita». Трохи пізніше (9 грудня) виходить альбом Шарля Азнавура «Duos», де Джош разом з Шарлем виконують «La boheme».
18 січня 2009 року Джош на концерті в честь інавгурації Барака Обами співає разом з Хізер Хедлі «My Country This of Thee», а 31 березня бере участь в Arts Advocacy Day у Вашингтоні, мета якого — підкреслити важливість розвитку державної політики і фінансування мистецтва та гуманітарних наук, а також освіти за цим напрямом. На заході Джош виступав перед комітетом Нижньої палати конгресу США.
2 червня 2009 року виходить концертний DVD «An Evening in New York City» (Soundstage Special). В запису концерта взяли участь джазовий піаніст Гербі Хенкок і трубач Кріс Ботті. Сам же Джош з'явився на DVD Крвсса Ботті та Індіни Мензел, з якою він разом виступав у мюзиклі Шахи. Сам DVD з мюзиклом «Chess in Concert» вийшов 17 червня.
15 вересня 2009 року виходить іспаномовний альбом поп-співачки Неллі Фуртадо, в який входить дует з Ґробаном «Silencio». Також у вересні Джош з'являється у ролі самого себе у третьому епізоді нового комедійного музичного серіалу «Glee» на телеканалі FOX, а пізніше і у фіналі першого епізоду.
У січні 2010 року Джош в числі 80 найвеличніших зірок музики взяв участь у запису пісні «We Are The World» на підтримку жертв землетрусу на Гаїті. Прем'єра відео відбулася 12 лютого.

### Illuminations (2010—2012)
15 листопада 2010 року вийшов новий альбом «Illuminations». Джош з цим новим альбомом відправляється в турне Канадою, яке завершилося в кінці 2011 року. Альбом був одним з найбільш продаваних у США. Пізніше в нього були включені два бонусних треки, це — They Won't Go When I Go та Le Cose Che Sei Per Me. Альбом відразу зайняв 4 місце у хіт-параді «Billboard 200». Було продано більш ніж 190 тисяч екземплярів за перший тиждень. У Канаді було продано трохи більше 80 тисяч екземплярів «Illuminations». Альбом зайняв 4 місце в хіт-параді «Canadian Albums Chart». Після всього цього, альбом став платиновим за даними RIAA.
В цьому ж році у світ виходить телевізійне шоу, за участю Джоша — Groban's Garden. В ньому він показує як готувати різноманітні страви, і ділиться цікавими знаннями в кулінарії. В тому ж 2010 році стартує інтернет шоу, теж за його участю, це — Table Talk. В ньому беруть участь «два Ґробана» і вони обговорюють життя та творчість співака.
28 червня 2012 року Джош Ґробан провів благодійний концерт для збору коштів для Los Angeles County High School for the Arts (LACHSA) (Школа юних талантів країни) у концертному залі Волта Діснея. Окрім благодійного концерту, там само пройшла спеціальна вистава під назвою — «An Evening with Josh Groban» (Вечір з Джошем Ґробаном). Ось що каже сам Джош про цей виступ — «Я схвильований, я маю можливість провести цей спеціальний захід у концертній залі Волта Діснея на користь LACHSA і мого фонду допомоги для нужденних. LACHSA займає особливе місце у моєму серці, адже саме ця школа була моєю стартовою точкою для виховання мого ремесла і вона дала мені відчути себе як вдома. Частково дякуючи цьому досвіду в LACHSA, я став співзасновником фонду „Your Light Foundation“. Я дякую цій школі, адже вона дала мені освіту в області мистецтв і допомогла мені зрозуміти як важливо допомагати людям.»
«Find Your Light Foundation [Архівовано 15 січня 2016 у Wayback Machine.]» — один з найвпливовіших фондів у США. Його мета — покращення життя молодих людей за допомогою мистецтва, освіти та культурної обізнаності. Він охоплює широкий спектр можливостей, починаючи від надання інструментів і фінансування для навчальних програм в області мистецтва у школах і до ознайомлення людей з мистецтвом та навколишньою культурою з використанням сучасних технологій. «Сукупність мого особистого досвіду і переконання, що мистецтво допомагає формувати та поліпшувати життя дітей і підлітків, а також гнітюча реальність того, що саме ці програми масштабно вирізаються зі шкіл та суспільства в цілому, як ніколи налаштовує мене на думки про необхідність фокусування на цій області. Я бачив, як такі можливості змінюють життя людей», — пояснює Ґробан.
15 жовтня Джош був представником премії для молодих художників на національній художній церемонії нагородження. Презентація проходила в Нью-Йорку. В кінці місяця на офіційному сайті виконавця з'явилася інформація, що Джош Ґробан починає створювати новий музичний альбом, реліз якого було заплановано на 2013 рік.

### All That Echoes (2013— досі)
5 лютого Ґробан випустив шостий сольний альбом «All That Echoes», продюсером якого виступив Роб Кавалло (Rob Cavallo), відомий за роботою з рок-гуртами Green Day та My Chemical Romance. Джош став співавтором семи з дванадцяти пісень нової платівки. Через тиждень після офіційного релізу альбом попав на першу сходинку топу найпродаваніших лонгплеїв «Billboard 200»: за сім днів було реалізовано 145 000 копій.
2 лютого артист анонсував світовий тур на підтримку нового альбому. Гастролі Джоша Ґробана були в Австралії, Росії та Новій Зеландії.

## Мова пісень
Джош виконує пісні англійською (To Where You Are), італійською (Per te; Canto alla vita; L'Ora Dell Addio), іспанською (Alejate; Un dia llegara), португальською (Voce Existe em Mim) французькою (Hymne a l'amour; Au Jardin Des Sans-Pourquoi), латиною (Panis Angelicus). А недавно й японською (Konosaki No Michi).

## Голос
«Плавний та гнучкий голос Ґробана важко схарактеризувати, — пише Майк МакҐонігал у огляді альбому „Noel“ — його діапазон десь між високим баритоном та низьким тенором».
Сам співак вважає себе високим баритоном.

## Співпраця з іншими музикантами
- Джошуа Белл «Mi Mancherai» (альбом «Closer»)
- Девід Фостер продюсував альбоми «Josh Groban», «Closer», «Noёl»
- Herbie Hancock «Machine» (альбом «Awake»)
- Імоджен Хіп брала участь у запису «Now or Never» (альбом «Awake»)
- Lili haydn «Jesu, Joy of Man's Desiring» (альбом «Josh Groban»)
- Ladysmith Black Mambazo «Lullaby», «Weeping» (альбому «Awake»)
- Vusi Mahlasela «Weeping» (альбом «Awake»)
- Річард Маркс «To Where You Are» (альбом «Josh Groban»)
- Eric Mouquet Ерік з проекту «Deep Forest» брав участь у запису «Remember When It Rained», «Never Let Go» з альбому «Closer» і «Machine», «Awake» з альбому «Awake».
- Rick Rubin — продюсер п'ятого альбому
- Mike Shinoda — «My December» (альбом «Closer» (Internet Edition))

### Дуети
- Шарль Азнавур «La Boheme»
- Бейонсе «Believe» (Церемонія нагородження «Оскар»)
- Андреа Бочеллі «The Prayer» (50-я церемонія «Греммі»)
- Сара Брайтман «There For Me» (тур Сари «La Luna»), «All I Ask of You» (Концерт на честь Діани 2007)
- Charlotte Church «The Prayer» (альбом «Josh Groban»)
- Andrea Corrs «Canto alla vita» (альбом «Josh Groban»)
- Селін Діон «The Prayer»
- Пласідо Домінґо «La Tua Semplicità» (альбом Домінго «Amore Infinito»)
- Джошуа Белл «Cinema Paradiso» (альбом Белла «At Home With Friends»)
- Лара Фабіан «For Always» (саундтрек до фільму «Штучний розум»)
- Неллі Фуртадо «Silencio» (альбом Фуртадо Mi plan)
- Chris Botti «Broken Vow» (альбом Ботті «Chris Botti In Boston»)
- Фейт Хілл «The First Noёl» (альбом «Noёl»)
- Angélique Kidjo «Pearls» (альбом Анжелік «Djin Djin»)
- Brian McKnight «Angels We Have Heard On High» (альбом «Noel»), «Bridge over troubles water» (Hit Man — David Foster & Friends)
- Сара Маклахлан «In The Arms Of The Angel»
- Сіссель Ширшебо «The Prayer» (Церемонія нагородження Нобелівської премії 2002)
- Стінг «Shape of My Heart»
- Angie Stone «The Prayer» (DVD «Josh Groban in Concert»)
- Барбра Стрейзанд «All I Know of Love»

## Дискографія

### Альбоми
| - Josh Groban — 2001 - Closer — 2003 - Live at the Greek — 2004 - Awake — 2006 - Illuminations — 2010 - Illuminations — 2011 (Japanese Edition) — Японське видання альбому з Ріком Рубіном. Включає два бонустреки — кавер Стіві Вандера They Won't Go When I Go і кавер Secret Garden Le cose che sei per me. - All That Echoes — 2013 - Stages — 2015 | - Josh Groban In Concert — 2002 - Live at the Greek — 2004 - Awake Live — 2008 - An Evening In New York City — 2009 - Illuminations — 2011 | - With You — 2007 Збірка До Дня святого Валентина - Noël — 2007 Збірка різдвяних пісень - A Collection — 2008 Збірка найкращих пісень |

### Сингли
- You Raise Me Up — 2003
- Remember — 2004
- You Are Loved (Don't Give Up) — 2006
- I'll Be Home For Christmas — 2006
- Awake — 2006
- Solo Por Ti — 2006
- February Song — 2007
- Noche de Paz — 2007
- Awake (версія наживо) — 2008
- Hidden away — 2010
- Voce Existe Em Mim — 2010
- Higher Window — 2010
- L'Ora Dell'Addio — 2010
- Smile — 2011
- Konosaki No Michi — 2012
- Brave — 2013

### DVD
- Josh Groban In Concert (2002)
- Live at the Greek (2004)
- Awake Live (2008)
- An Evening in New York City (2009)

### Концертні тури
- Closer Tour (2004—2005)
- Awake Tour (2007)
- Before We Begin (2010)
- Straight to You Tour[en] (2011)

### Мюзикли
- Chess in Concert (2009)

### Саундтреки
- A.I. — Artificial Intelligence Original Motion Picture Score — 2001 — Дует «For Always» (з Лара Фабиан)
- Троя Саундтрек — 2004 — «Remember» з Tanja Tzarovska
- Полярний експрес Саундтрек — 2004 — «Believe»

### Композитор
- Another Day — 2009. Короткометражний фільм рідного брата Джоша — Кристофера Ґробана.

### Фільмографія
- Ally McBeal Сезон 4 — 2002 — В епізоді 23 «The Wedding» Джош грає роль Malcolm Wyatt та виконує пісню «You're Still You»
- Ally McBeal Сезон 5 — 2003 — В епізоді 7 «Nine One One» Джош грає роль Malcolm Wyatt та виконує пісню «To Where You Are»
- В одній з серій 20 сезону серіалу «Сімпсони», Ґробана дуже рекламували
- 2009—2010 Хор — камео, Сезон 1, Серії 3(2009), 22(2010)
- 2011 Це безглузде кохання — 2011. Річард
- 2011 Jump Start Live —  камео
- 2011 The Marilyn Denis Show — камео
- 2011 The Hour — камео
- 2011 The Graham Norton Show — камео
- 2011 Breakfast — камео
- 2011 Nyhetsmorgon — камео
- 2011 The Oprah Winfrey Show — камео
- 2011 Late Show with David Letterman — камео
- 2011 Сьогодні ввечері у Пірса Морґана — камео
- 2011 Live with Regis and Kathie Lee — камео
- 2013 У Філадельфії завжди сонячно — камео у 6 епізоді 9 сезону
- 2018 «Гарний коп» — Ентоні «ТіДжей» Карузо-молодший

### Фансайти
- http://www.thatjoshgrobanguy.com/ [Архівовано 20 вересня 2017 у Wayback Machine.]
- https://web.archive.org/web/20101110020145/http://www.grobanphotovault.com/
- https://web.archive.org/web/20071228043859/http://grobanwire.com/
- http://www.grobanarchives.com/ [Архівовано 31 травня 2016 у Wayback Machine.]